# Маринус ван дер Любе
Маринус ван дер Любе (на нидерландски: Marinus (Rinus) van der Lubbe) е нидерландски комунист, обвинен в подпалването на Райхстага на 27 февруари 1933 година.

## Биография
Маринус ван дер Любе е роден на 13 януари 1909 г. в Лайден, Нидерландия. Постъпва в холандската комунистическа партия през 1925 г. През 1933 година заминава за Германия, за да се бори с дошлите на власт националсоциалисти. Според официалната версия в нощта на 26 срещу 27 февруари 1933 г. подпалва няколко обществени сгради, включително Райхстага, след което е заловен. На Лайпцигския процес се държи доста неадекватно и не отговаря на зададените въпроси. Нацистите го смятат за агент на Коминтерна, а комунистите за нацистки провокатор.
Ван дер Любе е осъден на смърт, а останалите четирима обвиняеми (Ернст Торглер, Георги Димитров, Благой Попов и Васил Танев) са оправдани. Ван дер Любе е гилотиниран в двора на Лайпцигския затвор на 10 януари 1934 г., три дни преди да навърши 25 години. Погребан е в необозначен гроб в Южното гробище на Лайпциг.
Запалването на Райхстага дава повод на националсоциалистите да приемат още на 28 февруари 1933 г. Указ на Райхпрезидента за защита на народа и държавата, който включва списък от престъпления, за които предишното наказание „доживотна присъда“ е заменено със смъртно наказание. С Декрет за обществено спасение се отнемат много конституционни права и свободи като правото на събирания и свободата на пресата.
След Втората световна война братът на Маринус ван дер Любе, Ян, прави опити да отмени първоначалната присъда. През 1967 г. присъдата на Мариус е променена със съдебен акт от смърт на осем години затвор. На 6 декември 2007 г. главният прокурор Моника Хармс анулира цялата присъда и посмъртно помилва Ван дер Любе.
Учените не са единодушни дали Ван дер Любе е действал самостоятелно, както твърди, за да протестира срещу условията, в които живее германската работническа класа, или е бил част от по-мащабен заговор. Отговорността за пожара в Райхстага остава въпрос на дебати и продължаващи изследвания в модерната историография, но утвърденият консенсус сред мнозинството учени е, че Ван дер Любе е отговорен за пожара.
През януари 2023 г. предполагаемите останки на Ван дер Любе са ексхумирани, от една страна с цел да се установи точното им местоположение и да се идентифицира гробът му, а от друга страна, за да се провери дали неадекватното му поведение по време на процеса не се дължи на упояване с наркотици. Идентичността на останките е потвърдена след няколко месеца на анализи, но токсикологичния анализ не намира доказателства за употреба на наркотици, отбелязвайки, че предвид изминалото време не е възможно да се установи категорично.

## Памет
През 1980 година една от улиците в Лайден е кръстена на негово име.